# Johannes Friedrich Guttzeit

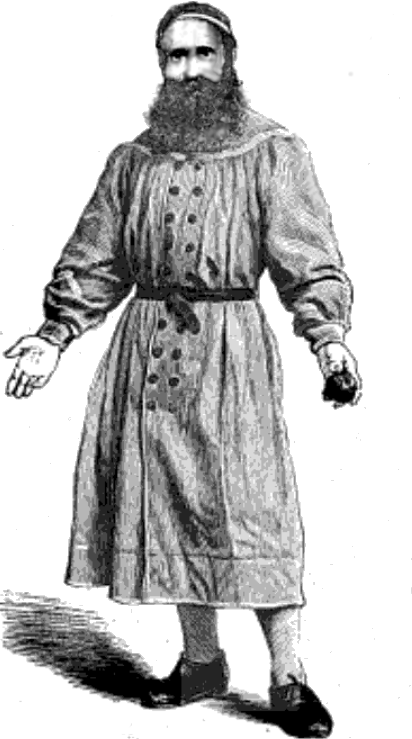
Johannes Friedrich Guttzeit

Johannes Guttzeit (* 6. August 1853 in Königsberg i. Pr.; † 1935 in Olching bei München) war ein deutscher Naturphilosoph, Buchautor und Prediger.

## Leben
Guttzeit, Sohn eines Offiziers und Postbeamten, wuchs in Königsberg auf, wechselte nach Versetzungen seines Vaters mehrmals den Wohnort und lebte zeitweise in Breslau, Neuruppin und Höxter. 1866 trat er in die Kadettenanstalt ein und wurde 1871 Offizier der preußischen Armee. Er nahm am Deutsch-Französischen Krieg teil und war längere Zeit Bezirksadjutant in Stolp. Nach dem Tod seiner Eltern quittierte er 1879 den Militärdienst und ging 1881 für zwei Jahre nach Italien. Dort begann er, sich mit vegetarischer und naturnaher Lebensweise zu befassen und verfasste erste Schriften und Vortragsmanuskripte. Nach seiner Rückkehr nach Deutschland gründete er 1884 den Pythagoräer-Bund, der später in Bruder-Bund umbenannt wurde. Als Herausgeber der bundeseigenen Zeitschrift Der Bruder. Zeitschrift des Bundes für volle Menschlichkeit propagierte Guttzeit eine alternative Lebensweise, setzte sich für Naturrechte, die Gleichberechtigung von Frauen und Männern und die Anerkennung Homosexueller ein und kritisierte die Glorifizierung von Adel, Militär und Krieg. Ab 1885 war er  Prediger einer freikirchlichen Gemeinde in Stettin und verzog kurz darauf nach München. Zeitweise arbeitete er dort als Privatsekretär des Malers und Lebensreformers Karl Wilhelm Diefenbach und gehörte seiner Lebensgemeinschaft in Höllriegelskreuth an.
Nachdem sich Guttzeit und Diefenbach wegen Meinungsverschiedenheiten getrennt hatten, ging er auf eine mehrjährige Wanderschaft. Seinen Lebensunterhalt verdiente er  durch Vorträge in Naturheilvereinen und Vegetarier-Gesellschaften. 1888 lernte er in Zürich Gerhart Hauptmann kennen, der ihn als „Pfingstapostel“ bezeichnete. Guttzeits Predigten als Vorkämpfer einer naturgemäßen Lebensweise beeindruckten Hauptmann sehr stark und waren Anregung zu seiner Novelle Der Apostel.

„Niemals habe ich eine so augenfällige, gegenwartsstarke Illustration evangelischer Vorgänge vorher und naher erlebt. Es war eine wahrhaft heilige Szene, die durch kein Oberammergau zu erreichen ist.“

Neben seiner Vortragstätigkeit verfasste Guttzeit zahlreiche Schriften, in denen er sich kirchen- und sozialkritisch äußerte und lebensreformerische Ideen vertrat. Öffentlich trat er meist in Reformkleidung auf, was ihm 1890 einen Prozess wegen groben Unfugs einbrachte. Durch seine eigenwillige Gewandung, die sich von der mönchischen Kutte Diefenbachs durch praktische Vereinfachung abhob, wurde er zum Begründer der Naturmenschen-Tracht. Sein Buder-Bund wurde zum lebensreformerischen Bettelorden. Seine Schüler zogen wie die frühchristlichen Apostel langhaarig und bärtig in Waldmenschentracht und Sandalen durch die Lande als  besitzlose Missionare einer naturgemäßen Lebensweise. Mehrmals wechselte Guttzeit seinen Wohnort und ließ sich um 1893 in Dresden nieder, wo er eine Stadtwohnung auf der Viktoriastraße (zum Ferdinandplatz führenden Parallelstraße der Prager Straße) und eine Zweitwohnung im Vorort Loschwitz besaß. In dieser Zeit erfolgten zahlreiche Veröffentlichungen. Zu seinen bekanntesten Werken gehörte die 1900 erschienene Schrift Unsinn und Unmoral im Alten Testament. Wegen  „Beschimpfung der jüdischen Religion“ wurde er zu einer dreimonatigen Gefängnisstrafe verurteilt, nach deren Ablauf er Deutschland verließ und in Görz und St. Peter bei Triest lebte. Er wurde Buchhändler und Publizist. Von 1901 bis 1903 gab er die Zeitschrift Der Neue Mensch heraus, zu deren Autoren u. a. die Naturärztin Anna Fischer-Dückelmann und die Friedensnobelpreisträgerin Berta von Suttner gehörten. Sein Bücherangebot umfasste Themen wie Vegetarismus, Naturheilkunde, Freikörperkultur, Darwinismus, Theosophie, Pazifismus, Sozialismus, Anarchismus, Reformpädagogik, Religion und Religionskritik, Philosophie und erzählende Literatur. Bekannte Namen sind: Tolstoi, Nietzsche, Bölsche, Bruno Wille, Eugen Heinrich Schmidt, Max Nordau, Bertha von Suttner, Leopold Katscher, Anna Fischer-Dückelmann,  Afrikan Spir, Hermann Lietz, Carl Du Prel, Moritz von Egidy, Gustav Jäger, Heinrich Pudor, Theodor Hahn, Adolf Just und Hermann Schulze-Delitzsch. Auch Buddha ist vertreten und Konfuzius. Guttzeit gab damit erstmals einen Überblick über die damalige „alternative“ Literatur, die über den Rahmen des rein Lebensreformerischen weit hinausging.
1903 verzog Guttzeit nach Oberschlesien und heiratete 1905 zum zweiten Mal. Ab 1908 wohnte Guttzeit in Olching bei München, wo er bis zu seinem Tod 1935 als Buchautor tätig war.
Durch seinen Schüler, den ehemaligen sozialdemokratischen Agitator Anton Losert und andere Anhänger seines Bruder-Bundes wirkte er auf die Jungpoeten Rainer Maria Rilke und Gusto Gräser ein. Anton Loserts urchrstlich-radikale Gesinnung, die jede Nutzung von Geldmitteln ablehnte, führte in der Himmelhof-Gemeinschaft von Diefenbach zum Auszug einer Gruppe um Gusto Gräser und damit zum Zusammenbruch von Diefenbachs Unternehmen.

## Schriften
- Von der Kirche zur Natur. Ausdruck der Hauptgeistesströmung unseres Zeitalters (Berlin 1881)
- Jugendblüten. Ein Strauß lyrischer Gedichte (1889)
- Der volle Mensch oder Freier Fortschritt zum Ideale (1891)
- Das Prügeln in der Schule. Eine Gefahr für Bildung und Sittlichkeit (1892)
- Über Soldatenmisshandlungen und Beschwerderecht (1892)
- Das Buch der Liebe (1893)
- Auch ein heiliger Rock: Vernunft, Geschmack und Gewissen im Kampfe gegen die Mode (1893)
- Das Buch der Liebe. Ein Stück Herzensgeschichte in Gedichten (1893)
- Reinmenschliche Kindererziehung. Grundzüge einer Gesundheitspflege der Kindesseele (1895)
- Naturrecht oder Verbrechen? Über Liebe zum gleichen Geschlecht (1900)
- Die Tyrannei der Mode: Geschichte eines erfolgreichen persönlichen Kampfes dagegen (1914)
- Die Macht des Glaubens und des Willens (1917)
- Ein dunkler Punkt: Das Verbrechen gegen das keimende Leben oder die Fruchtabtreibung (1922)
- Schamgefühl, Anstand und Sittlichkeit herkömmlich und natürlich mit besonderer Berücksichtigung der Nacktheit (1922)